# Blue Islands
Blue Islands ist der Handelsname der Fluggesellschaft AirX Limited mit Sitz in St. Peter Port auf der Kanalinsel Guernsey sowie Basen auf den Flughäfen Jersey und Guernsey.

## Geschichte

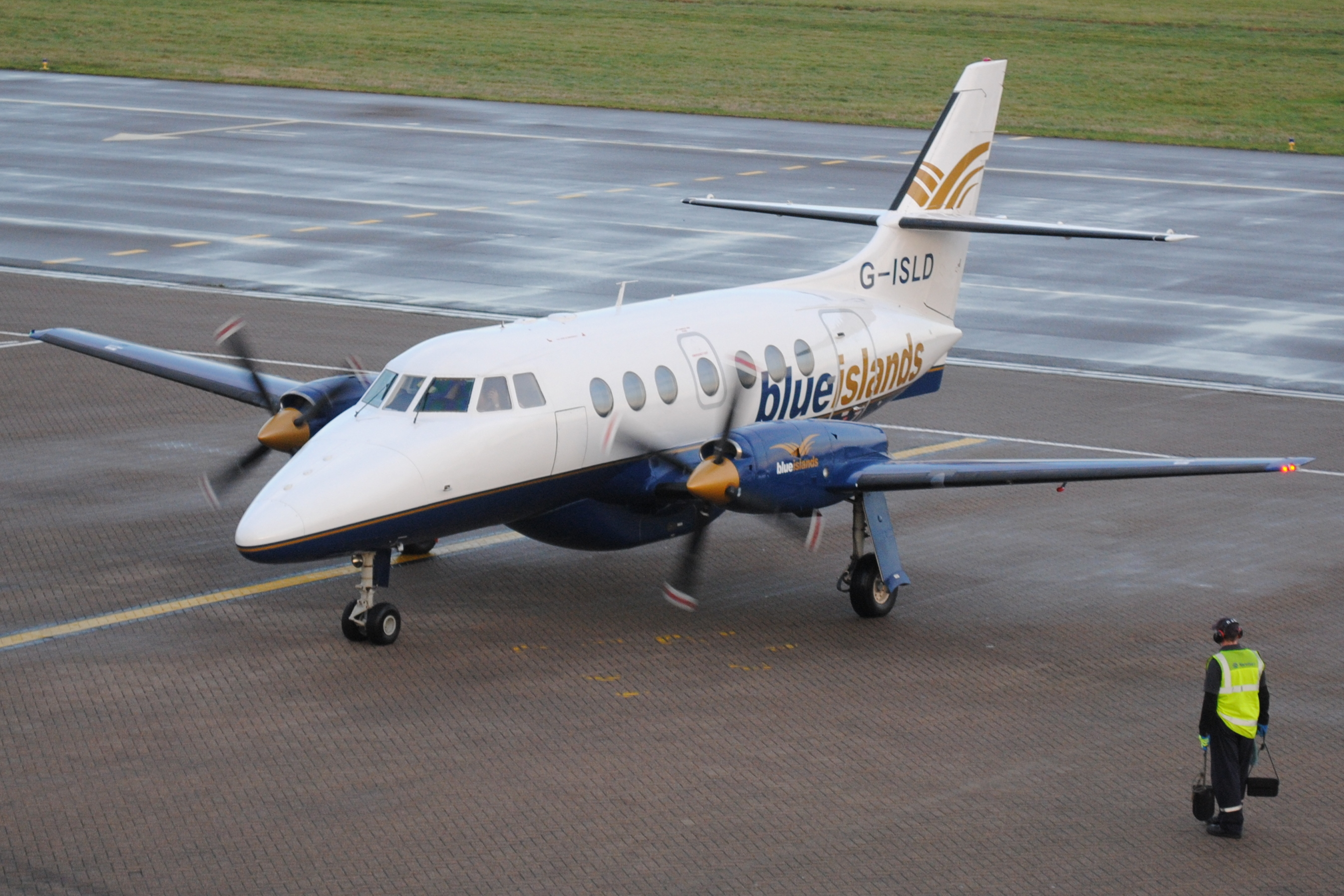
Eine BAe Jetstream 32EP der Blue Islands

Die Gesellschaft wurde 2001 von Le Cocq’s Stores als Le Cocq’s Airlink für Frachtflüge zwischen Bournemouth und Alderney gegründet. Der Personenlinienverkehr wurde 2002 zwischen diesen beiden Flughäfen aufgenommen. Im Jahr 2003 wurde der Name in Rockhopper (dt. Felsenhüpfer) geändert. Die Hauptbasis wurde 2006 von Alderney nach Jersey verlegt, Eigentümer ist die Healthspan Group. Im selben Jahr wurde Rockhopper erneut, diesmal in Blue Islands umbenannt und die ersten BAe Jetstream 32EP wurde für die neuen Linien von Jersey und Guernsey zur Isle of Man gekauft. Im Jahr 2007 wurde das Streckennetz um die Verbindung von Guernsey nach Southampton sowie um 108 Flüge pro Woche zwischen den Kanalinseln erweitert. Ebenfalls startete Blue Islands eine regelmäßige Verbindung zwischen Jersey und Beauvais bei Paris sowie von Alderney nach Brighton. 
Die Verbindungen zwischen den Inseln wurde zwischenzeitlich zum Shuttle-Betrieb umgestellt. Alle zwei Stunden wird zwischen den Inseln geflogen. Im April 2011 wurden alle Verbindungen von und nach Alderney mangels Profitabilität eingestellt. Eine wichtige Konkurrentin der Gesellschaft ist Aurigny Air Services.
Ab Mai 2015 flog man auf Franchise-Basis für Flybe. Der Markenauftritt wurde an den von Flybe angepasst.

## Flugziele
Blue Islands bietet mit Stand März 2020 folgende Routen:
- von Guernsey nach Jersey, Bristol und Southampton
- von Jersey nach Guernsey, Bristol, London City und Southampton

## Flotte

### Aktuelle Flotte
Mit Stand Mai 2025 besteht die Flotte der Blue Islands aus fünf Flugzeugen mit einem Durchschnittsalter von 16,8 Jahren:

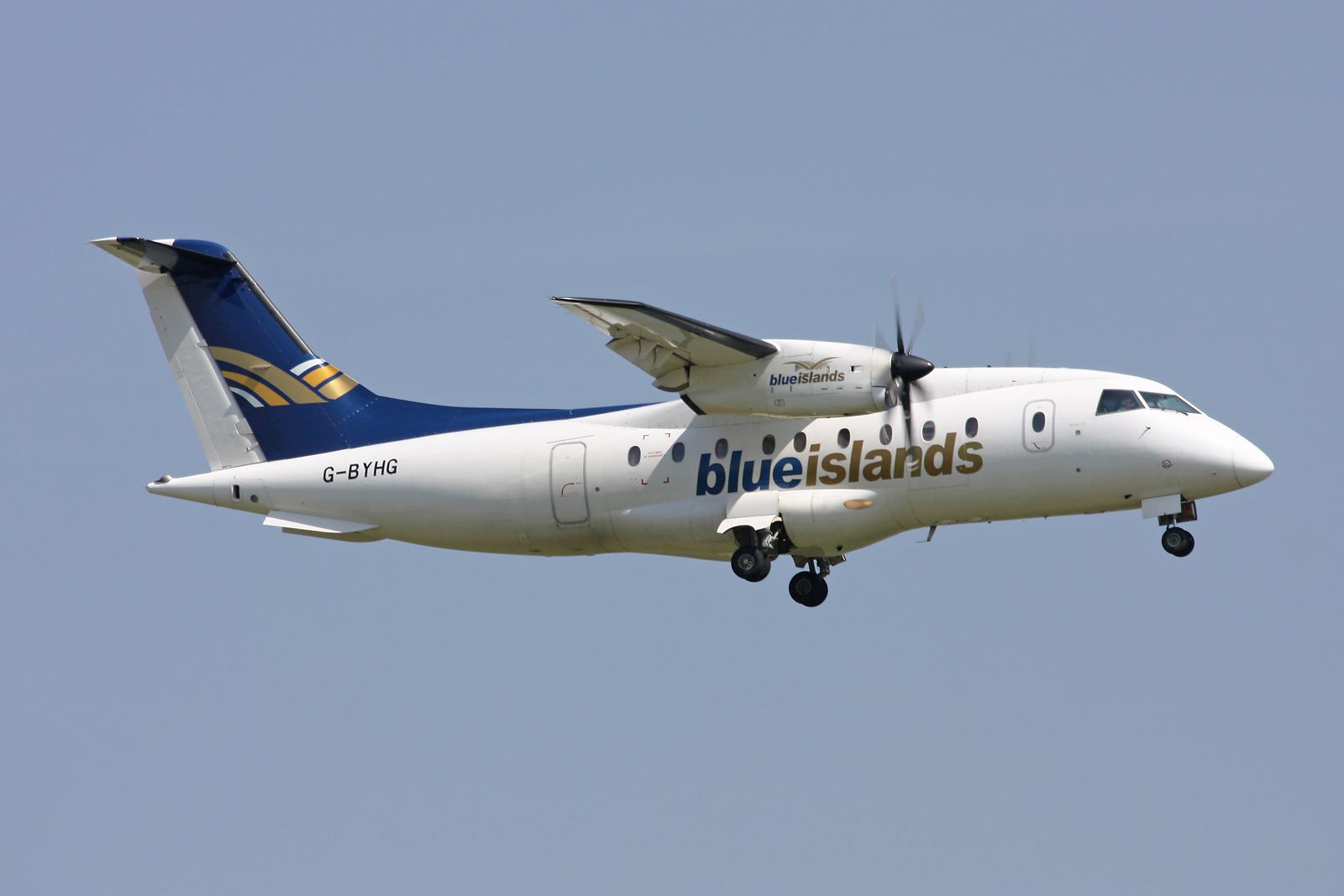
Eine Dornier 328-100 der Blue Islands. 2009

| Flugzeug   | Anzahl | bestellt | Bemerkungen | Sitzplätze |
| ---------- | ------ | -------- | ----------- | ---------- |
| ATR 72-500 | 4      |          |             | 68 70 72   |
| ATR 72-600 | 1      |          |             | 72         |
| Gesamt     | 5      | –        |             |            |

### Ehemalige Flugzeugtypen
Die Gesellschaft setzte in der Vergangenheit unter anderem auch folgende Flugzeugtypen ein:
- ATR 42-320
- BAe Jetstream 32EP
- Dornier 328-100
- Fokker 50